# Уотерс, Тони
Энтони (Тони) Уотерс (англ. Anthony (Tony) Waters, 10 апреля 1928, Британская Индия — 20 ноября 1987, Перт, Австралия) — австралийский хоккеист (хоккей на траве), вратарь. Бронзовый призёр летних Олимпийских игр 1964 года.

## Биография
Тони Уотерс родился 10 апреля 1928 года в Британской Индии.
В 1964 году вошёл в состав сборной Австралии по хоккею на траве на Олимпийских играх в Токио и завоевал бронзовую медаль. Играл на позиции вратаря, провёл 5 матчей, пропустил 5 мячей (два от сборной Пакистана, по одному — от Японии, Кении и Новой Зеландии).
Умер 20 ноября 1987 года в австралийском городе Перт.